# Дуденков, Иван Григорьевич
Ива́н Григо́рьевич Дуденков (29 августа 1929 года, с. Байка Сердобского района Пензенской области, РСФСР, СССР, — 26 ноября 2004 года, г. Москва, Российская Федерация) — советский партийный и государственный деятель, председатель Астраханского облисполкома (1969—1974), министр бытового обслуживания населения РСФСР (1974—1990).

## Биография
Свою трудовую биографию начал в 1952 году в качестве рабочего-молотобойца в транспортном предприятии Управления связи г. Астрахани.
Окончил институт рыбной промышленности и хозяйства.
С 1954 года — директор Икрянинской МРС Астраханской области.
С 1955 по 1962 годы — второй, первый секретарь Икрянинского районного комитета КПСС.
В 1961—1969 гг. — второй секретарь Астраханского обкома КПСС.
В 1969—1974 гг. — председатель Астраханского облисполкома.
В 1974—1990 гг. — министр бытового обслуживания населения РСФСР.
С 1990 года на пенсии.
Находясь на пенсии, работал консультантом Президиума Верховного Совета России, председателем правления коммерческого «Быт — Банка», председателем попечительского Совета Академии сферы быта и услуг.
В 1997 году избран председателем правления землячества «Астраханцы в Москве».

## Награды и звания
Награждён Орденом Ленина, Орденом Октябрьской революции, тремя Орденами Трудового Красного Знамени, а также многими медалями.
Удостоен почётных званий «Заслуженный работник бытового обслуживания населения РСФСР» и «Заслуженный работник бытового обслуживания населения Российской Федерации».